# Tofsträdseglare
Tofsträdseglare (Hemiprocne coronata) är en fågel i familjen trädseglare.

## Utseende och levnadssätt
Tofsträdseglaren är en rätt stor seglare med en kroppslängd på 23 centimeter och med en lång kluven stjärt. Ovansidan är blågrå, undersidan blekare, övergående i vitt på buk och undergump. Hanen är dovt orangefärgad på örontäckarna, honan mörkgrå. Från pannan sticker en spretig tofs upp. Arten påträffas i skogsområden.

## Utbredning och systematik
Fågelns utbredningsområde sträcker sig från Indien till sydvästra Kina, Myanmar och Indokina. Den behandlas som monotypisk, det vill säga att den inte delas in i några underarter.

## Status och hot
Arten har ett stort utbredningsområde och en stor population med stabil utveckling och tros inte vara utsatt för något substantiellt hot. Utifrån dessa kriterier kategoriserar internationella naturvårdsunionen IUCN arten som livskraftig (LC). Världspopulationen har inte uppskattats men den beskrivs som relativt vanlig.

## Namn
På svenska har fågeln även kallats indisk trädseglare.